# Vila Chã (Vila do Conde)
Vila Chã es una freguesia portuguesa del municipio de Vila do Conde, con 4,81 km² de área (2013), 3094 habitantes (2011) y una densidad poblacional de 643,2 hab/km². Pertenece al distrito de Oporto, y es uno de los principales centros de pesca del mismo. Su patrón es S. Mamede.

## Geografía

### Ubicación
Vila Chã es una freguesia costera del consejo de Vila do Conde, integrada en el Área Metropolitana de Porto, en la zona Noroeste de Portugal. Se encuentra a cerca de 6 km de la sede del municipio, 10 km del Aeropuerto Francisco Sá Carneiro y a 17 km de Oporto. Lo rodean las freguesias de Mindelo por el norte, Modivas por la naciente y Labrugue por el sur.
Accesos por la EN13 o A28, o por la línea B del Metro do Porto.
| Noroeste: Océano Atlántico | Norte: Mindelo | Noreste: Fajozes           |
| Oeste: Océano Atlántico    |                | Este: Modivas              |
| Suroeste Océano Atlántico  | Sur: Labruge   | Sureste: Vilar de Pinheiro |

### Población
Vila Cha, con un área de 10,5 km de terreno de cultivos de pinares y eucaliptos, que prosiguen hasta llegar al este con Moldivas. La freguesia ocupa una franja contera delimitada por otras freguesias.

## Historia
Era uno de los pocos municipios donde las mujeres tenían carta de arrais y compatían, cuando era necesario, el trabajo de la mar con sus maridos y hermanos.
La freguesia de Vila Chã pertenecía a los abuelos paternos de D. Vistrégia, a saber, D. Troitosendo y D. Gontilde. Esta pasaría a sus padres, D. Galindo y D. Vistregia Galindes. El cese de D. Vistrégia Galindes Galindes no comprendía toda la Vila y ello se refleja en su último testamento: “pelos seus termos, vicos e logos antigos,...a minha nação íntegra, assim em casas, culturas e recheio doméstico como em igreja: “sive in eglésias quantum nostra veritas est”. Al solo mencionar dos de las Vilas (Terroso y Vila Chã).

### Fuerte de Aguilhada
Tras la alianza de España con la República Francesa contra Inglaterra, el gobierno portugués se vio en un conflicto para mantener su neutralidad.
Frente a la costa de esta freguesia se encontraba la Aguilhada, separando ambas tierras por un canal, donde los barcos de guerra españoles se resguardaban antes de atacar a los navíos Ingleses. Este hecho sucedía a lo largo de toda la costa portuguesa.
En agosto de 1796, el príncipe regente Juan VI encargó al general Correia de Sá que construyera un fuerte junto al canal de la Aguilhada, a fin de evitar incidentes que pusieran en peligro la neutralidad del país. Este fue construido de forma provisional sobre la arena. Tenía forma semicircular y una batería de 5 cañones, acompañado de más armas. A su lado se construyeron un fuerte y una pequeña casa que servía de polvorín.
Acabada la Guerra Peninsular, no se volvió a mencionar el fuerte, pero siguió provisto de armamento. Durante el gobierno miguelista y hasta el desembarque de las tropas liberales, fue custodiado por los soldados de D. Miguel, siendo luego abandonado y saqueado por el pueblo. En 1834 fue habitado por veteranos, y poco después abandonado.
La acción del tiempo y la furia del mar desmantelaron la vieja batería y el cuartel. Fue en 1861 cuando al ser inspeccionada de nuevo se lo declaró completamente arruinada. Actualmente quedan algunos vestigios de su estructura.

## Economía
La pesca, la industria tradicional y de vanguardia, los servicios y el turismo son las principales actividades económicas de la parroquia. Destacando en el sector pesquero.

## Cultura

### Eventos principales
En la freguesia de Vila Chã se realizan eventos como el Festival de folclore "Rancho Danças e Cantares das Lavandeiras de Vila Chã"; las fiestas de São Mamede y la "Festa dos pescadores".
También se han realizado eventos de carácter deportivo como el Torneo solidário de pesca organizado por Unidos por Vila Chã.

### Artistas de Vila Chã
- António Ventura Ribeiro dos Santos,[5] o también conocido como "Tone da Melindra" fue una figura característica de Vila Chã. Nació y murió en la misma Vila. Conocido por ser el vendedor de periódicos (en portugués: ardina) del lugar, aparte de trabajar en otras diversas profesiones y ser un apasionado cantante de fado.
- Palmira Ramos Canito,[6] nacida el 31 de mayo de 1939 en Vila Chã. Terminó Pintura en la Escuela Superior de Bellas Artes de Oporto en portugués: Escola Superior de Belas Artes do Porto y dio clases en Viana do Castelo y Amarante durante varios años aparte de diversas exposiciones.

### Gastronomía
La cocina de Vila Chã se caracteriza por su carácter norteño y su tradición rústica, tanto en su mobiliario y utensilios como en sus recetas típicas. Entre sus platos se encuentran los dulces de la fregueia, como las rabanadas, el folar doce y los sonhos.